# لالة زار (مراغة)
لالة زار هي قرية في مقاطعة مراغة، إيران. في تعداد عام 2006 ، لوحظ وجودها، ولكن لم يتم الإبلاغ عن سكانها.